# Metris
Metris is een Vlaams technologiebedrijf met hoofdzetel in Leuven. Het bedrijf werd opgericht in 1995 als spin-off van de Katholieke Universiteit Leuven en ontwikkelt dimensionele meetsystemen voor de auto- en vliegtuigindustrie.
Metris levert technologie aan bedrijven als Airbus, Boeing, DaimlerChrysler, BMW, General Electric en Volvo. Metris heeft vestigingen in België, de Verenigde Staten, Groot-Brittannië en China. Wereldwijd stelt het bedrijf 420 mensen te werk.
Metris werd op 24 oktober 2006 verkozen tot onderneming van het jaar 2006. Het bedrijf werd door de jury geprezen voor zijn "niet-aflatende inventief dynamisme, de originele strategische ontwikkeling en het toepassen van deugdelijk bestuur". Metris is na Option in 2005 de tweede spin-off van de KU Leuven die de prijs in de wacht sleepte.
Metris werd in 2009 overgenomen door Nikon en als gevolg werd dan ook de beursnotering geschrapt.